# East Chinnock
East Chinnock est une paroisse civile et un village du Somerset, en Angleterre.